# Cal Patiràs
Cal Patiràs és una casa de Sedó, del municipi de Torrefeta i Florejacs (Segarra) inclosa, a l'Inventari del Patrimoni Arquitectònic de Catalunya.

## Descripció
Edifici que formava part d'una antiga casa senyorial. Té tres plantes. A la planta baixa de la façana est (la que dona a la plaça), al centre, hi ha una entrada amb porta de fusta moderna. Al següent pis, hi ha un balcó amb barana de ferro, al que s'accedeix per una porta de fusta amb vidriera. Aquesta es troba emmarcada per carreus. Just a sobre hi ha una petita obertura quadrada. Al darrer pis, hi ha una finestra amb ampit i reixa. Remata la part superior de la façana una cornisa amb ràfec amb rajoles fent decoració geomètrica.
A la façana sud (la que dona al carrer de Baix), a la part esquerra, hi ha un balcó interior amb barana de ferro. Al pis següent, a la part dreta, hi ha una finestra amb ampit i, més a l'esquerra, un balcó amb barana de ferro. A l'extrem de la façana hi ha una altra finestra amb ampit. Al darrer pis, hi ha dues finestres amb ampit i reixa a la part dreta. Falta la part esquerra de la façana.

## Història
En origen la casa que avui coneixem era la part esquerra d'un casal senyorial de la darreria del segle xvi manat construir per Joan Carbonell, mercader de Sedó, vers el 1558. A la segona meitat del segle xviii el casal fou dividit en tres cossos, ocupant la part esquerra la casa que actualment es coneix com a Cal Patiràs.
En els primers anys fou habitat pel propietari Joan Carbonell i la seva família; en passar a la filla d'aquest deixà de ser la residència principal de la família i als inicis del segle xviii apareix habitada per masovers, tenint un ús exclusivament residencial i agrícola. A la darreria del segle xviii pogué combinar aquesta funció amb la de ferreria i durant el primer quart de segle XX i fins a l'esclat de la Guerra Civil funcionà com a Cafè i Sala de ball.